# Brzeziny (gmina Bełżec)
Brzeziny (nazwa oboczna: Brzeziny Bełżeckie) – wieś w Polsce położona w województwie lubelskim, w powiecie tomaszowskim, w gminie Bełżec.
W latach 1975–1998 w województwie zamojskim. 1 stycznia 2007 Brzeziny wraz z wsią Żyłka zostały przeniesione do gminy Bełżec z gminy Lubycza Królewska.
Wieś jest sołectwem w gminie Bełżec. Według Narodowego Spisu Powszechnego z roku 2011 wieś liczyła 331 mieszkańców.
W czasie II wojny światowej 22 maja 1944 nastąpił napad na Brzeziny przez oddziały nacjonalistów ukraińskich z UPA. Atak został odparty przez żołnierzy Armii Krajowej pod dowództwem por. Stefana Kobosa i mieszkańców Brzezin.
Wierni Kościoła rzymskokatolickiego należą do parafii Matki Bożej Królowej Polski w Bełżcu.

## Postaci historyczne powiązane z Brzezinami
Stefan Kobos ps. „Wrzos” – ostatni komendant Samodzielnego Obwodu WiN Tomaszów Lubelski. Aresztowany przez UB 21 stycznia 1956 w Brzezinach na terenie gospodarstwa p. Szczepańskiego, który wraz synami również działał w WiN i pomagał w ukrywaniu „Wrzosa”.

## Galeria

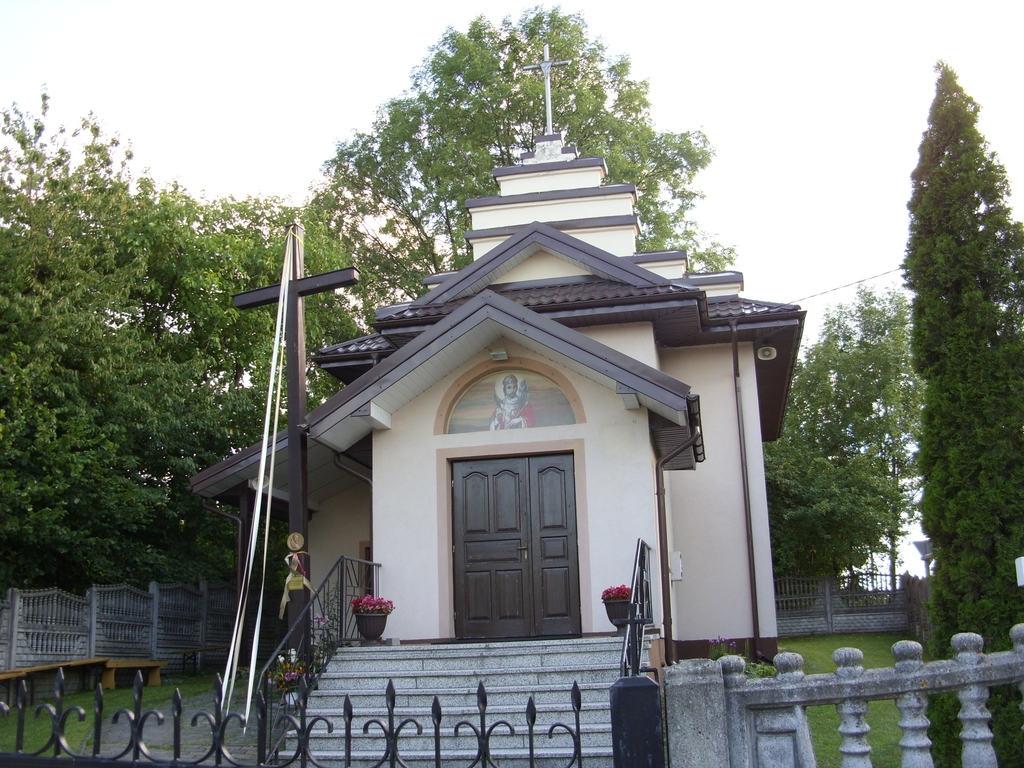
Brzeziny, kaplica św. Wojciecha
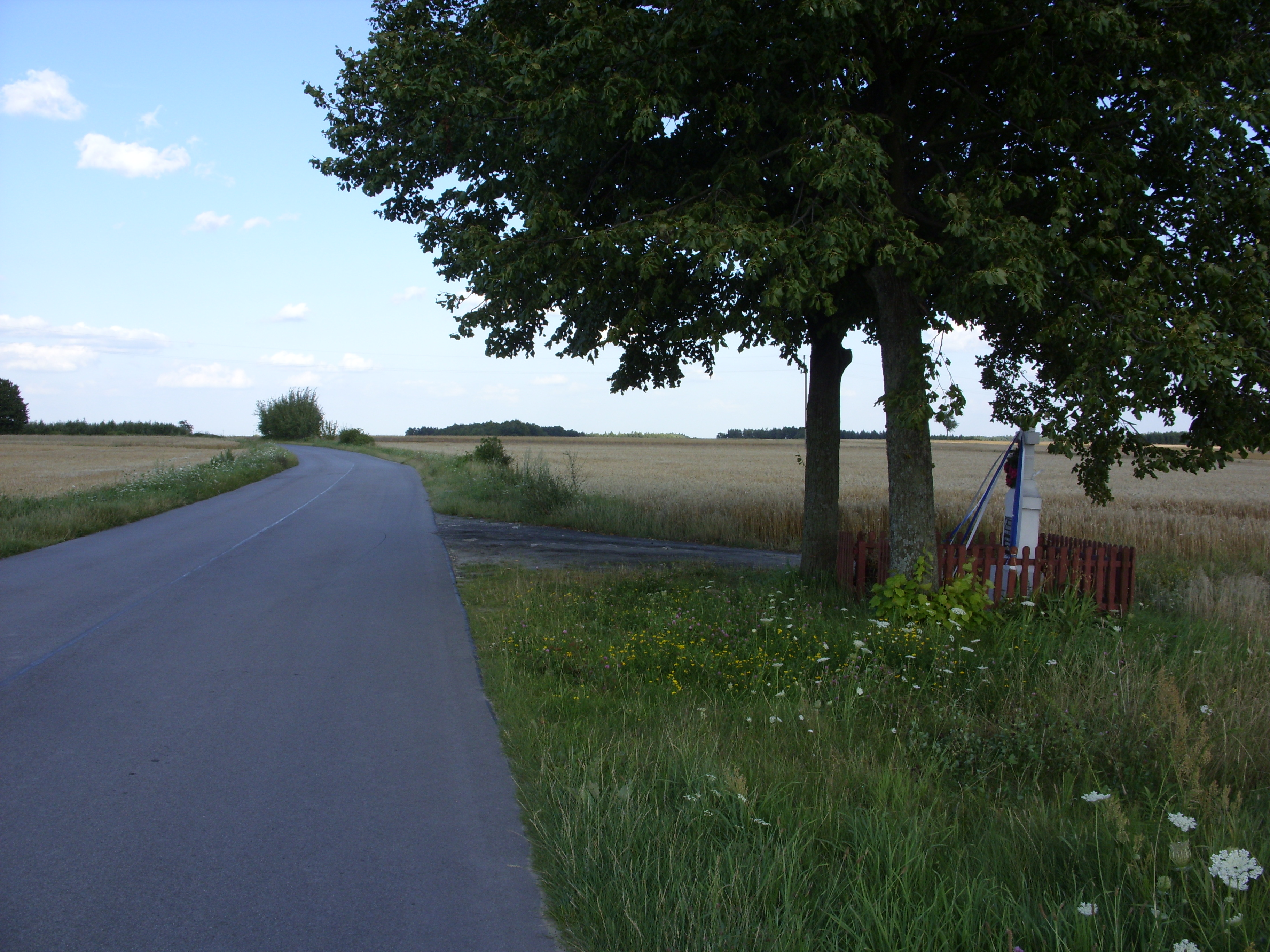
Droga do Brzezin
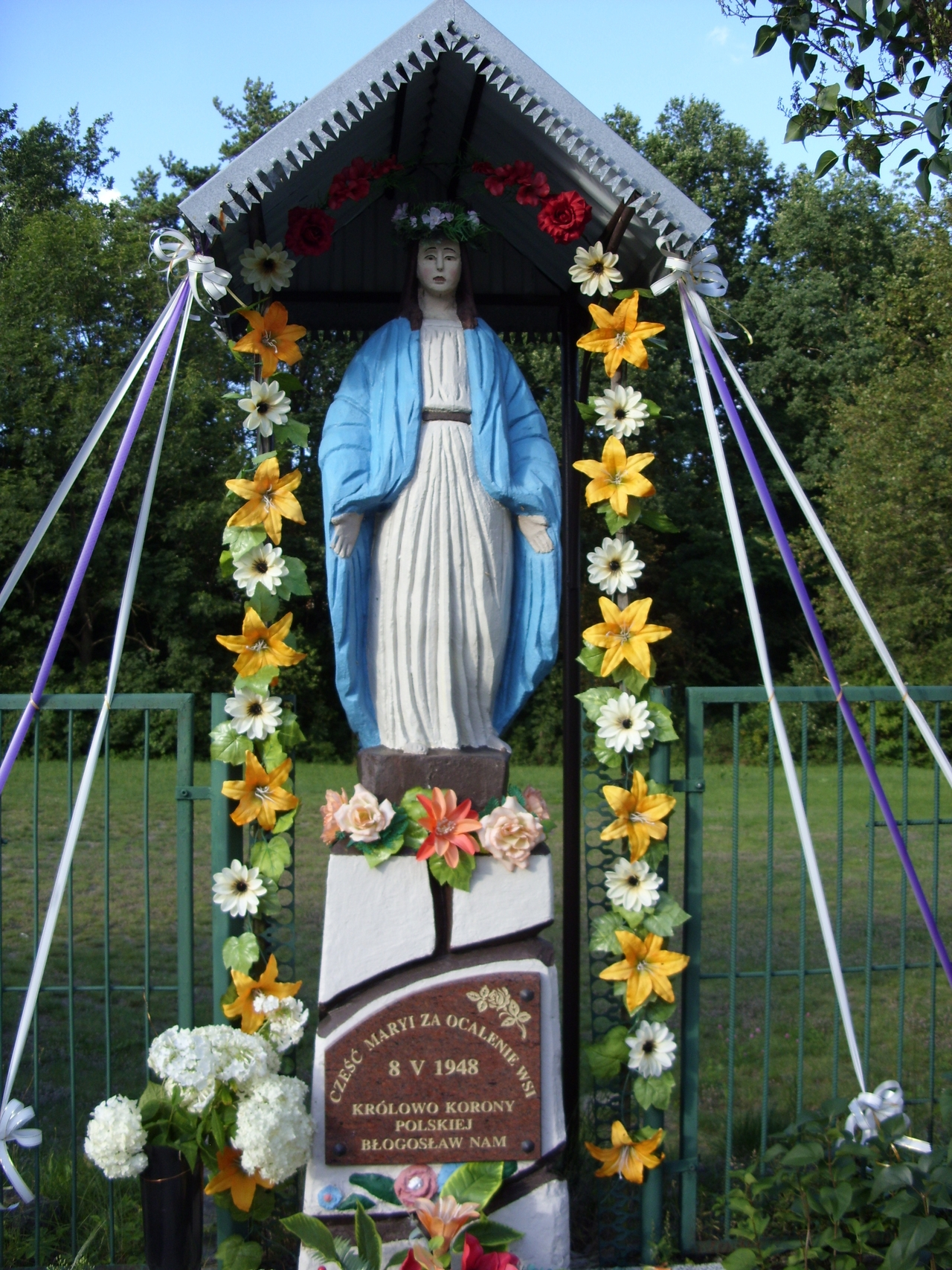
Kapliczka, wotum za ocalenie Brzezin przed atakiem UPA